# Núi Voi (Hải Phòng)
Núi Voi là một quần thể núi đá, núi đất nằm xen kẽ nhau, nhấp nhô, uốn khúc có vị trí địa lý 106°34'7" Kinh Đông 20°50'30" Vĩ Độ Bắc, cách trung tâm thành phố Hải Phòng khoảng 20km, có hình dáng một con voi đang nằm. Quần thể núi Voi thuộc địa phận các xã Trường Thành, An Tiến và An Thắng của huyện An Lão; là một trong những di tích lịch sử, thắng cảnh cấp quốc gia của thành phố Hải Phòng được nhà nước xếp hạng sớm, ngày 28/4/1962; là một trong những điểm khảo cổ học lớn miền ven biển Đông Bắc.

## Di chỉ khảo cổ học
Năm 1930, những nhà khảo cổ Pháp đã khám phá và khẳng định rằng, khu vực núi Voi là một di tích khảo cổ học, cái nôi của người tiền sử và sơ sử, cuối thời đại đồ đồng đầu thời đại đồ sắt, cách đây trên 2.500 năm, thuộc thời kỳ phát triển giữa nền văn hoá Đông Sơn và văn hóa Hạ Long. Đây là một trong những di chỉ khảo cổ học lớn vùng ven biển Đông Bắc nằm giữa hành lang Đông Tây.

## Những dấu tích lịch sử
Dưới thời Hai Bà Trưng, nữ tướng Lê Chân chọn núi Voi để xây dựng căn cứ, chiêu tập binh mã, tích trữ lương thảo đánh giặc.
Đến thế kỷ thứ XVI, nhà Mạc chọn núi Voi để đóng binh, thiết lập và xây dựng căn cứ tiền tiêu lớn nhằm bảo vệ vùng cửa ngõ Dương Kinh (thuộc xã Ngũ Đoan, huyện Kiến Thụy ngày nay). Thời kỳ này, nhiều công trình như cung điện, thành quách được xây dựng, chùa chiền được tu tạo ở khu vực núi Voi. Tuy nhiên, cho đến nay những công trình này không còn nữa, chỉ lưu vết lại qua một số dấu tích là các địa danh như hang Chạn (bếp ăn), Đấu đong quân, kênh nhà Mạc, cung công chúa... 
Khi thực dân Pháp xâm lược Việt Nam, núi Voi là căn cứ khởi nghĩa chống Pháp của Lãnh Tư, Cử Bình. Trong kháng chiến chống Pháp, núi Voi là một trận địa phòng không quan trọng bảo vệ cửa ngõ Tây Bắc Hải Phòng.  

## Những công trình, kiến trúc cổ
Khu quần thể di tích, thắng cảnh núi Voi nổi tiếng với các công trình kiến trúc văn hoá cổ. Chùa Long Hoa xây dựng từ thời nhà Lý (thế kỷ 11) do chiến tranh phá huỷ, mặc dù đến nay chùa không còn nữa song tên tuổi và vẻ đẹp u tịnh, cổ kính vẫn lắng đọng và được truyền lại từ đời này qua đời khác. Đình Chi Lai hiện tại là công trình kiến trúc gỗ cổ không rõ năm xây dựng. Đình thờ Cao Sơn Đại Vương, một bộ tướng tâm phúc của Vua Hùng thứ 18. Chùa Chi Lai (Linh Sơn tự) có phần thượng điện với kiến trúc khung gỗ làm vào thế kỷ 19; phần tiền đường chùa mới được phục dựng.   
Núi voi từng là một trong những trung tâm Phật giáo đô hội sầm uất từ thế kỷ XI - XII.   

## Thắng cảnh và Lễ hội
Núi Voi khá độc đáo với sơn thủy, hữu tình, được bao bọc hai bên bởi sông Lạch Tray và Đa Độ. Trên núi có nhiều hang động kỳ thú (động Họng Voi, động Nam Tào, Bắc Đẩu), núi đồi quần tụ, rừng cây tươi tốt trải dài trên sườn đồi, thung lũng mở rộng trên một diện tích gần 300 ha.
Lễ hội truyền thống núi Voi ngày 15, 16, 17 tháng Giêng hàng năm.